# Río San José (Bahía Wood)
El río San José es un curso natural de agua que fluye en la Región de Magallanes con dirección general sureste y desemboca en la bahía Wood, península de Brunswick, en la ribera norte del estrecho de Magallanes. 

## Historia
Luis Risopatrón lo describe en su Diccionario Jeográfico de Chile:: 807 
San José (Rio de) 53° 48' 71° 40' Es formado por diversos arroyuelos que caen de las montañas, corre hacia el S E con regular caudal i corriente i afluye a la bahía Wood, del estrecho de Magallanes; es navegable por botes en los últimos 2,5 kilómetros de su curso, en los que está encajonado por riberas de 4,5 m de elevación, cubiertas de espeso bosque. 1, v, p. 19; xxii, p. 273; i xxvi, p. 164; 4, p. 124; 155, p. 708 i 766; i 156; i de San Josef en 4, plano de la bahía Wood (Córdoba, 1788).